# Кизилжар (Хобдинський район)
Кизилжа́р (каз. Қызылжар) — село у складі Хобдинського району Актюбінської області Казахстану. Адміністративний центр Кизилжарського сільського округу.
До 1998 року село називалося Краснояр.
Населення — 331 особа (2021; 637 у 2009, 974 у 1999, 1168 у 1989).